# Храновський Василь Опанасович
Василь Опанасович Храновський (нар. 13 січня 1936) — радянський, український вчений хімік, кандидат физико-математичних наук, доктор хімічних наук.

## Біографія
В. О. Храновський народився 13 січня 1936 р. в м. Горлівка Донецької області. Вищу освіту здобув у 1963 р. на фізико-математичному факультеті Ужгородського державного університету за спеціальністю молекулярна спектроскопія. Після закінчення Ужгородського державного університету працював в Інституті хімії мономерів і полімерів АН УРСР (м. Київ) на посадах інженера, старшого інженера, керівника групи прикладної спектроскопії.
У 1968 р. В. О. Храновський перейшов працювати в Інститут органічної хімії АН УРСР, де обіймав посади старшого інженера і молодшого наукового співробітника у відділі молекулярної структури і спектроскопії, там він проводив спектроскопічні дослідження будови фторвмісних органічних сполук, у тому числі α, ω — дифенілперфторполієнів. За цю роботу йому у 1973 р. присуджено науковий ступінь кандидата фізико-математичних наук. У 1975 р В. О. Храновський повертається на роботу в Інститут хімії високомолекулярних сполук АН УРСР де обіймає посаду старшого наукового співробітника відділу поліконденсаційних процесів, а потім відділу олігомерів. Вчене звання старшого наукового співробітника за спеціальністю «фізика і механіка полімерів» йому присвоюється у 1980 р.

## Науковий доробок
Коло наукових інтересів Хрновського В. О. було пов'язане з вивченням взаємозв'язку між будовою молекул та їх оптичними властивостями, з дослідженням будови та властивостей високомолекулярних сполук з використанням методів УФ–, ІЧ– та ЯМР спектроскопії, з розробкою та практичною постановкою нових спектральних методик дослідження полімерів гетерогенної структури. Розвинута теорія зв'язку ІЧ–дихроїзму з орієнтацією в полімерах. На основі даних ІЧ– спектроскопії разом з результатами конформаційного аналізу, рентгенівської дифракції і калориметричних вимірювань встановлено, що при деформації сегментованих поліуретанових еластомерів руйнування доменів не відбувається. Залежно від конформації жорсткого блока деякі його фрагменти при деформації еластомеру можуть здійснити переорієнтацію, яка є наслідком зміни конформації поздовжньо орієнтованого жорсткого блока. В таких випадках можна спостерігати інверсію ІЧ-дихроїзму. На підставі спектроскопічних і кінетичних досліджень фотополімеризації олігоуретанакрилатів під дією УФ– опромінення встановлено міру пошарового твердіння полімеризаційноздатних олігомерів і світлочутливі характеристики їх композицій. За результатами цих досліджень у 1987 р. В. О. Храновський захистив докторську дисертацію «Конформаційний стан і молекулярна організація блоккополіуретанів» за спеціальністю фізика і механіка полімерів.
За науковими розробками опубліковано близько 150 наукових праць.

## Наукові публікації

### Монографія
А. Ф. Маслюк, Храновский В. А. Фотохимия полимеризационноспособных олигомеров.- Киев: Наук. думка, –1989. — 192 с.

### Статті
- 1. Khranovsky V.O. IR Dichroism and Orientation in Segmented Polyurethane-Urea Elastomers.// J.Macromol.Sci. –Phys. — 1983. — B 22 4. — P. –497–508.
- 2. Храновский В. А. Спектороскопия НПВО полимеров. Сб. Спектроскопия молекул и кристаллов. –Киев: Наук. думка, –1978. — С.169–172.
- 3. Храновский В. А. Об инверсии ИК-дихроизма в сегментированных полиуретанмочевинных эластомерах. // Докл. АН СССР. –244, № 2. — 1979. — С. 408—412.
- 4. Храновский В. А. К исследованию степени ориентации полимеров по ИК — дихроизму // Высокомолекуляр. Соединения. Сер Б. –1983. — 25, –№ 2. — С. 96–98.
- 5. Маслюк А. Ф., Храновский В. А., Сопина И. М., Березницкий Г. К., Грищенко В. К. Исследование процесса послойной фотополимеризации// Высокомолекуляр. соединения. –1983. –25, –№ 12.–С. 2586—2593.
- 6. Маслюк А. Ф., Храновский В. А., Грищенко В. К., Липатов Ю. С. Распределение степени превращения по толщине слоя полимера при фотополимеризации композиций// Высокомолекуляр. соединения. –1986. 28, –№ 5. –С. 929—933.
- 7. Маслюк А. Ф., Березницкий Г. К., Храновский В.А, Сопина И. М. Синтез и свойства олигоэфируретанметиленизобутоксибензоила// Укр. хим. журн. –1992. –58, –№ 6. –С. 507—512.
- 8. Маслюк А. Ф. Храновский В. А., Сопина И. М., Березницкий Г. К., Керча С. Ф. Синтез и свойства олигоэфирсукцинатбензоиновых фотоинициаторов// Укр.хим. журн. — 1995. — 61, –№ 10. –С. 126—131.
- 9. Храновский В. А., Маслюк А. Ф., Остапюк С. Н. О спектральной светочувствительности полимеризующихся композиций // Доп. НАН України. –1996, –№ 6. — С. 121—125.
- 10. Savel'ev, Y. V., Khranovskii, V. A., Veselov, V. Y., Grekov, A. P., & Savel'eva, O. A. (2003). Specificity of the reaction of 1, 1-dimethylhydrazine with phenyl isocyanate. Russian journal of organic chemistry, 39(1), 96-98.